# Benedict-reakció
A Benedict-reakció egy biokémiai teszt, mely jelzi a reagens redukálócukor-tartalmát. A próba alkalmas a formilcsoport kimutatására. A Fehling- és az ezüsttükörpróbánál pontosabb képet ad a koncentráció mértékéről. Nevét Stanley Rossiter Benedict amerikai vegyészről kapta.

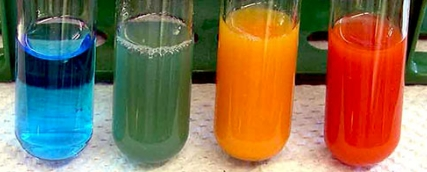
A Benedict-próba különböző színű csapadékokkal

A próba végrehajtásához trinátrium-citrátra, nátrium-karbonátra, réz(II)-szulfátra, vízre és a vizsgálandó anyagra van szükség. Az első két vegyületet (meleg) vízben feloldjuk, esetleg szűrjük, majd ehhez hozzáöntjük az előzőleg elkészített réz-szulfát–víz oldatot. A kémcső tartalmához öntjük a vizsgálandó oldatot, elegyítjük, majd láng felett melegítjük. A mintában található redukáló cukrok (pl. glükóz) koncentrációjának függvénye alapján változik a keletkező csapadék színe. Ha a minta nem tartalmaz redukáló cukrot, akkor az oldat halványkék, ha igen, akkor zöld, sárga és piros csapadékokat kaphatunk a koncentráció növekedésével.
A reakció elve azon alapszik, hogy a redukáló cukrok bázikus környezetben (itt a Na2CO3) melegítéskor enolokká alakulnak, amelyek redukálják a réz(II)-ionokat réz(I)-ionokká. Így a keletkező csapadék minden esetben a réz(I)-oxid (Cu2O), csak ennek a vegyületnek a színe az oldatban a koncentrációval változik.
A módszer segítségével kvantitatív eredményt is kaphatunk, mivel kis koncentrációknál az alábbi megállapításokat, becsléseket tehetünk a kérdéses anyag mennyiségére vonatkozóan. Ez felhasználható például a vizeletben található cukrok kimutatására is.
| Csapadék színe     | Redukálócukor-koncentráció (m/m%) |
| ------------------ | --------------------------------- |
| kék, halványkék    | <0,5                              |
| zöld               | 0,5                               |
| sárga, citromsárga | 1                                 |
| narancs            | 1,5                               |
| piros, téglavörös  | 2≤                                |

## Fordítás
- Ez a szócikk részben vagy egészben  a   Benedict's reagent című angol Wikipédia-szócikk ezen változatának fordításán alapul.  Az eredeti cikk szerkesztőit annak laptörténete sorolja fel. Ez a jelzés csupán a megfogalmazás eredetét és a szerzői jogokat jelzi, nem szolgál a cikkben szereplő információk forrásmegjelöléseként.